# Шидловский, Сергей Алексеевич
Серге́й Алексе́евич Шидло́вский (2 (14) октября 1864 — 17 апреля 1934, Белград) — российский политический и государственный деятель, депутат Государственной думы II созыва от Могилёвской губернии.

## Биография
Из дворян Могилёвской губернии. Окончил Псковский кадетский корпус и Константиновское артиллерийское училище. Находился 6 лет на военной службе, затем — земский деятель в Самарской и Могилёвской губерниях. Был сенненским уездным предводителем дворянства.
В 1907 избран членом II Государственной думы от Могилёвской губернии. Входил во фракцию «Союза 17 октября».
Затем занимал посты вице-губернатора Могилёвской, Воронежской и Эстляндской губерний. С 20 февраля 1917 — лифляндский губернатор. 26 мая 1917 вышел в отставку. Поселился в своем имении Шипы Могилевской губернии.
Эмигрировал с семьёй (жена и дети Николай, Алексей, Ольга) в Югославию где умер 17 апреля 1934 года. Дочь — Ольга Шидловская — участница Первой мировой войны.

## Награды
- орден Святого Владимира 4-й степени (1911)
- орден Святого Владимира 3-й степени (1913)
- орден Святого Станислава 1-й степени (1915)